# 丁集镇 (淮安市)
丁集镇，是中华人民共和国江苏省淮安市淮阴区下辖的一个乡镇级行政单位。2018年7月撤销丁集镇、五里镇，设立新的丁集镇。以原丁集镇、五里镇所辖区域为丁集镇行政区域，丁集镇人民政府驻五里居委会境内，办公地址为爱民路31号。

## 行政区划
丁集镇下辖以下地区：
丁集社区、宗楼村、农庄村、胡庄村、娘庄村、七一村、西站村、浪石村、劳动村和潘谈村、五里社区、老郑村、大树村、镇北村、涧桥村、花园村、双农村、民强村、镇南村、刘洼村和桃园村。